# مأمون الشناوي
مأمون الشناوي (28 أكتوبر 1914 - 27 يونيو 1994) شاعر مصري راحل.
يعد أحد أبرز الشعراء الغنائيين في مصر ويعتبر من جيل الرواد، وكان له دور في إعادة صياغة أغاني الفلاحين والأغنيات الشعبية الفلكورية المصرية. وشارك بتأليف أغاني لكبار المغنين وعلى رأسهم أم كلثوم أغنية «أنساك» و كذلك محمد عبد الوهاب وعبد الحليم حافظ وفريد الأطرش وليلى مراد وأسمهان وغيرهم، كما ساهم في تقديم العديد من المطربين والموسيقيين الجدد أبرزهم عزيزة جلال وأغنيتها الشهيرة «بتخاصمني حبة وتصالحني حبة»، كما ساعد المطرب الشاب الصاعد آنذاك هاني شاكر وكان يتولاه بالتشجيع والدعاية له وكذلك كان يساعد الموسيقار سيد مكاوي.

## حياته
وهو من مواليد مدينة المنصورة عام 1914 وهو شقيق المؤلف كامل الشناوي.

## أعماله

### مع أم كلثوم
تغنت أم كلثوم بـ 4 أغاني عاطفية من كلمات مأمون الشناوي هي «أنساك يا سلام» 1961، «كل ليلة وكل يوم» 1964، 
«بعيد عنك» 1965، وجميعها من ألحان بليغ حمدي، وأغنية «ودارت الأيام» 1970 لحن محمد عبد الوهاب

### مع محمد عبد الوهاب
التقى مأمون الشناوي مع الموسيقار محمد عبد الوهاب في عدد من الأغاني العاطفية كان أولها «أنت وعزولي وزماني» عام 1941، ثم تلتها باقي الأغاني مثل «ردي عليا» (فيلم ممنوع الحب)، «انسى الدنيا» (فيلم رصاصة في القللب)، «آه منك يا جارحني»، «على بالي»، «قابلته»، «كل ده كان ليه»، «من قد إيه كنا هنا».
كما التقيا في عدد من الأغاني الوطنية مثل نشيد «الوادي»، «زود جيش أوطانك»، «الجهاد».

### مع فريد الأطرش
التقى مأمون الشناوي مع الموسيقار فريد الأطرش في مجموعة من أجمل أغانيه مثل: «حبيب العمر»، «بنادي عليك»، «أول همسة»، «الربيع»، «حكاية غرامي»، «خليها على الله»، «سافر مع السلامة»، «نجوم الليل»، «جميل جمال»، «يا قلبي يا مجروح»، «ماتقولش لحد»، «لحن حبي»، «طال غيابك»، «أنا كنت فاكرك ملاك»، «أنت اللي كنت بادور عليك»، «أنا واللي بحبه»، «تقول لا»، «سنة وسنتين»، «حافضل أحبك»، «ليه دايما ماعرفش»، «أنا وانت والحب كفاية علينا»، «ماقدرش اقول آه»، «الحب لحن جميل»، «باحبك أنت».

### مع عبد الحليم حافظ
التقى مأمون الشناوي مع عبد الحليم حافظ في عدد من الأغاني العاطفية مثل «أنا لك على طول»، «عشانك يا قمر» ألحان محمد عبد الوهاب، "بيني وبينك إيه"، «صدفة»، «نعم ياحبيبي نعم»، «في يوم من الأيام»، «كفاية نورك»، «حلفني»، «بعد إيه»، ألحان كمال الطويل، «أقول مأقولشي»، «لو كنت يوم أنساك» ألحان محمد الموجي، «خايف مرة»، «خسارة..خسارة» ألحان بليغ حمدي، «حلو وكداب» لحن محمود الشريف.
ألف مأمون الشناوي لعبد الحليم حافظ أغاني وطنية مثل «إني ملكت في يدي زمامي» لحن كمال الطويل، و«ثورتنا المصرية» لحن رؤوف ذهني.

### مع مطربين آخرين
ألف لأسمهان في فيلم «غرام وانتقام» عام 1944 أغنيتي: قهوه وإمتى حتعرف كما ألف لليلى مراد أغنية «ليه خلتني أحبك» لحن كمال الطويل، وألف لفايزة أحمد «تهجرني بحكاية»، و«بصراحة» وكلاهما من لحن محمد عبد الوهاب.